# Plougasnou
Plougasnou (en bretó Plouganoù) és un municipi francès, situat a la regió de Bretanya, al departament de Finisterre. L'any 2006 tenia 3.240 habitants. Limita al sud-oest amb Plouezoc'h, al sud amb Lanmeur i a l'est amb Saint-Jean-du-Doigt.

## Demografia
| Evolució de la població Cassini |       |       |       |       |       |       |       |       |
| 1793                            | 1800  | 1806  | 1821  | 1831  | 1836  | 1841  | 1846  | 1851  |
| 4.959                           | 3.103 | 3.106 | 3.029 | 3.827 | 3.790 | 3.817 | 4.003 | 3.735 |

| 1856  | 1861  | 1866  | 1872  | 1876  | 1881  | 1886  | 1891  | 1896  |
| ----- | ----- | ----- | ----- | ----- | ----- | ----- | ----- | ----- |
| 3.650 | 3.261 | 3.868 | 3.876 | 3.786 | 3.723 | 3.709 | 3.805 | 3.644 |

| 1901  | 1906  | 1911  | 1921  | 1926  | 1931  | 1936  | 1946  | 1954  |
| ----- | ----- | ----- | ----- | ----- | ----- | ----- | ----- | ----- |
| 3.700 | 3.843 | 3.997 | 3.968 | 3.767 | 3.677 | 3.687 | 3.683 | 3.350 |

| 1962  | 1968  | 1975  | 1982  | 1990  | 1999  | 2006 | 2011 | 2016 |
| ----- | ----- | ----- | ----- | ----- | ----- | ---- | ---- | ---- |
| 3.536 | 3.422 | 3.368 | 3.432 | 3.530 | 3.393 | -    | -    | -    |

| 2019 | - | - | - | - | - | - | - | - |
| ---- | - | - | - | - | - | - | - | - |
| -    | - | - | - | - | - | - | - | - |

## Administració
| Període   | Identitat    | Partit |
| --------- | ------------ | ------ |
| 1983-2001 | Hervé Picard |        |
| 2001-     | Yvon Tanguy  |        |